# Caripeta albopunctata
Caripeta albopunctata là một loài bướm đêm trong họ Geometridae.